# Mirosław Śledź
Mirosław Śledź (ur. 16 czerwca 1961 w Gdyni) – polski malarz samouk zamieszkały i pracujący w Gdyni.

## Życiorys
Zaczął malować w 1991 r., a dwa lata później, pod wpływem kubistycznej inspiracji wykreował własny styl, w którym wyeliminował wszelkie  okrągłości pozostawiając jedynie proste, geometryczne formy. Swój styl określił jako "kwadryzm". Pierwszą wystawę artysta miał w galerii "Art en Marge" w Brukseli we wrześniu 1994 r. Twórczość artysty zalicza się do nurtu "art brut", czyli sztuki surowej. Od 1994 r. (dzięki prowadzącej gdyński Klub Miłośników Sztuki dr Magdalenie Tyszkiewicz, reprezentantce Polski Międzynarodowego Stowarzyszenia Artoterapii) obrazy M. Śledzia wystawiano m.in. w Kioto, Yokohamie, Biarritz, Bordeaux, Chicago, Monachium i Wenecji. Artysta brał udział w wielu plenerach ogólnopolskich i międzynarodowych, m.in. 1995 r. w Liège, wystawie "Blind Walk" w Koeln (2002) i czterech wystawach w Druskiennikach (2005–2009). Jest laureatem wielu nagród i wyróżnień.